# Прибутковий будинок Анатри
Прибутковий будинок Артура Антоновича Анатри — пам'ятка архітектури і історії в Одесі. Будинок розташований на щільній ділянці між провулком Івана Луценка, Грецькою вулицею і Грецькою площею. Споруда внесена до Реєстру пам'яток культурної спадщини Одеси як пам'ятка архітектури та історії місцевого значення (охоронний номер 201-Од).

## Історія
У 1898 році ділянка належала спадковому почесному громадянину Димитрію Еммунуїловичу Параскеві-Борисову, її площа складала всього лише 96 кв. саж. Власник ділянки разом із своїм батьком проживав у будинку О. К. Волошинової на Ковальській вулиці, 19. Не раніше 1914 року, можливо у 1911 році ділянку придбав гласний Міської думи і керівник Одеського відділення Сибірського торгового банку Артур Антонович Анатра, який проживав у будинку Григорія Еммануїловича Вейнштейна на Приморському бульварі, 10.
У 1913 році на ділянці розміщувались агентурно-комісійна контора Моїсея Грінберга, торговий дім «Кулоглу Д. і Схінас Н», електротехнічна контора «Лісіцин І. П. і Ко» або «Лісіцин І. Гюрлеман М., і Фон Гренберг Володимир». У тому же году у будинку проживали лікар Мойсей Маркович Гельфан, зубний лікар С. М. Гельфан, власниця салону пананських капелюхів С. М. Рашковська, інженер-технік І. В. Соболєв.
У радянські часи у південно-західних торгових приміщеннях був влаштований вестибюль і каси кінотеатру ім. Котовського.

## Архітектура
Будинок чотириповерховий, з торговими приміщеннями на першому поверсі. Споруда має масивний і спільно з тим мальовничий вигляд. Фасади будинку виконані у стилі південноєвропейського ретроспективізму, широке поширення у оздобленні мають барокові елементи, кути будинку є закругленими. Під дахом влаштоване шахове панно з білих та зелених кахлів. Всередині фасаду з боку Грецької вулиці розташованій вхід до парадного під'їзду, сходова клітка находиться ближче до середини будинку і освітлюється світловим колодязем у всередині споруди. Через малі розміри колодязя освітлення сходової клітки є дуже поганим. У бік світлового колодязя також виходять вікна службових приміщень квартир. Марші сходів виконані в 1950-х роках з бетону замість зруйнованих під час Другої світової війни, проте автентична огорожа була збережена. З боку провулку Івана Луценка розташований вхід до службової сходової клітки.

## Галерея

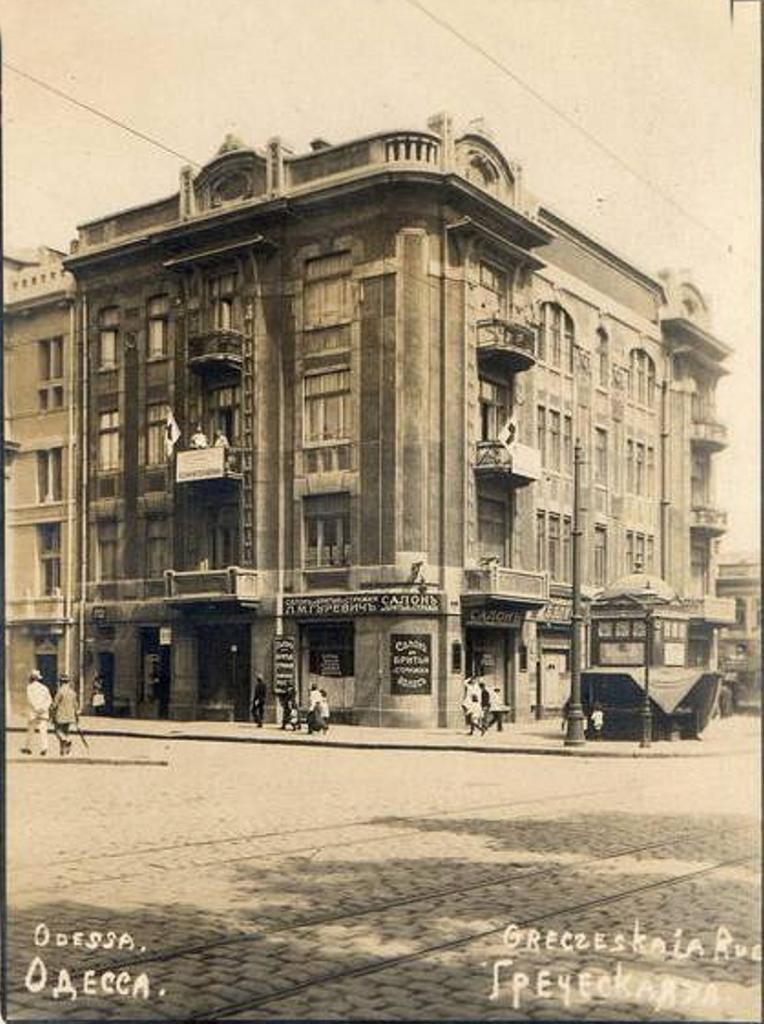
Фото між 1912 р. та 1917 р.
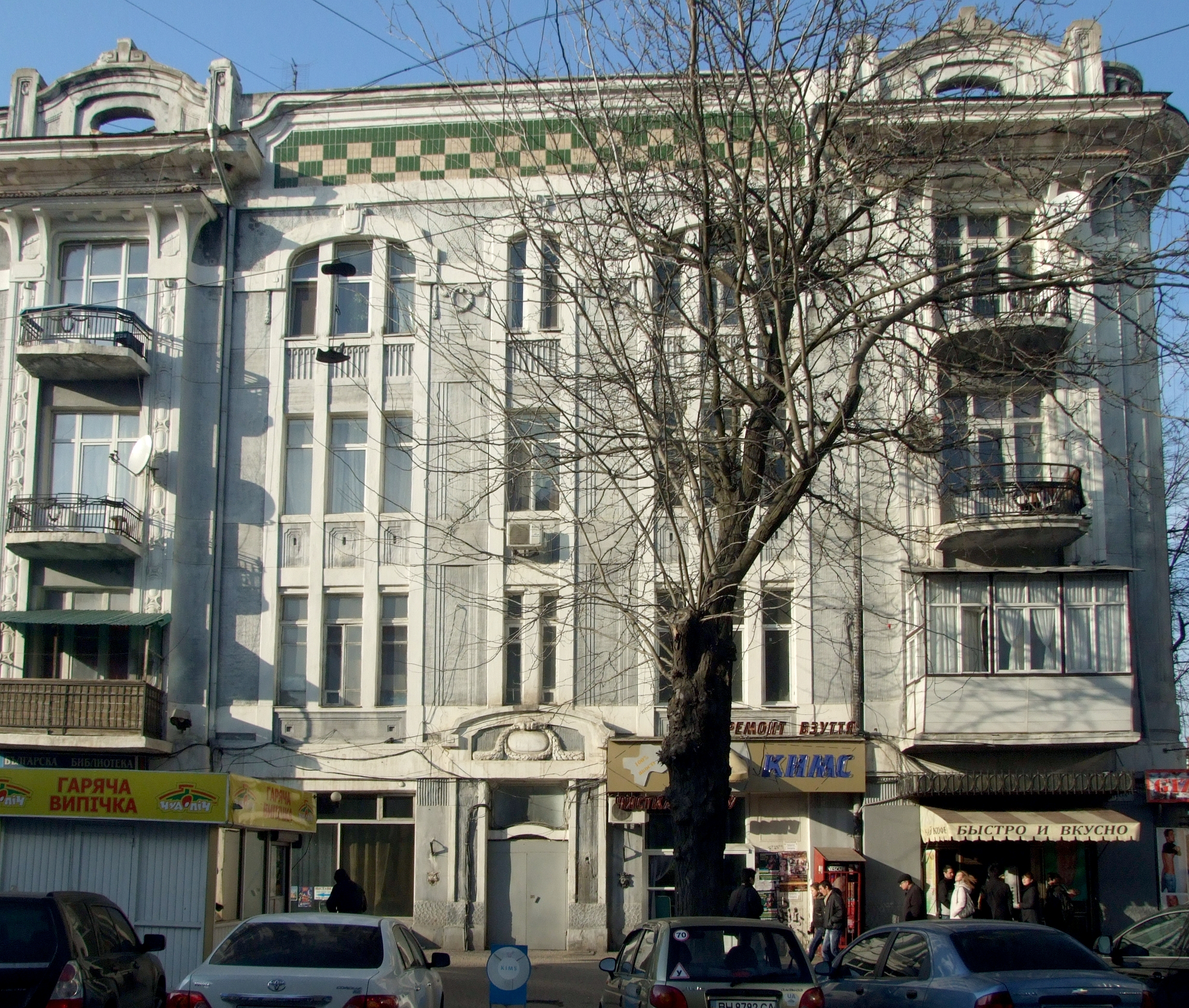
Південний фасад
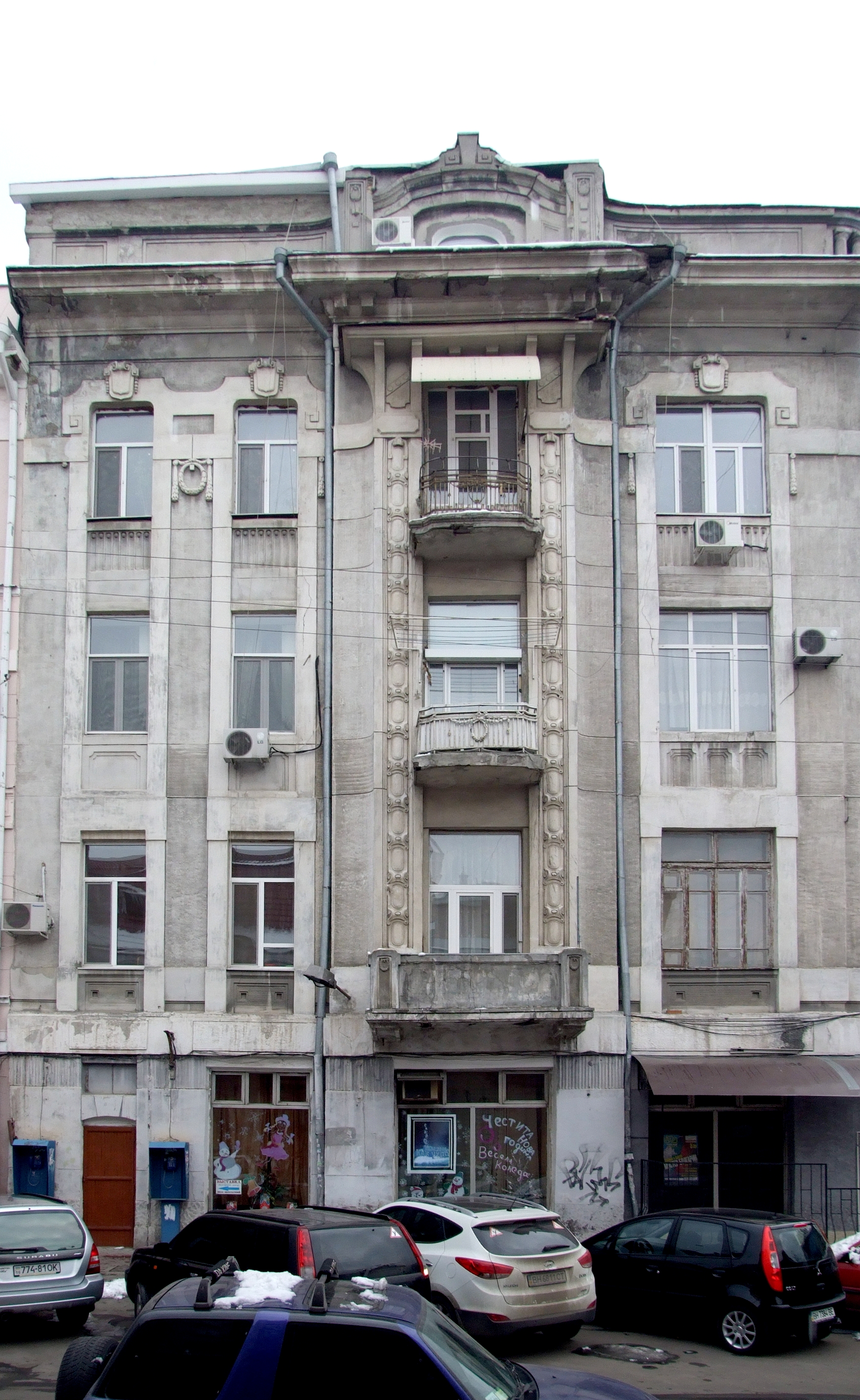
Західний фасад
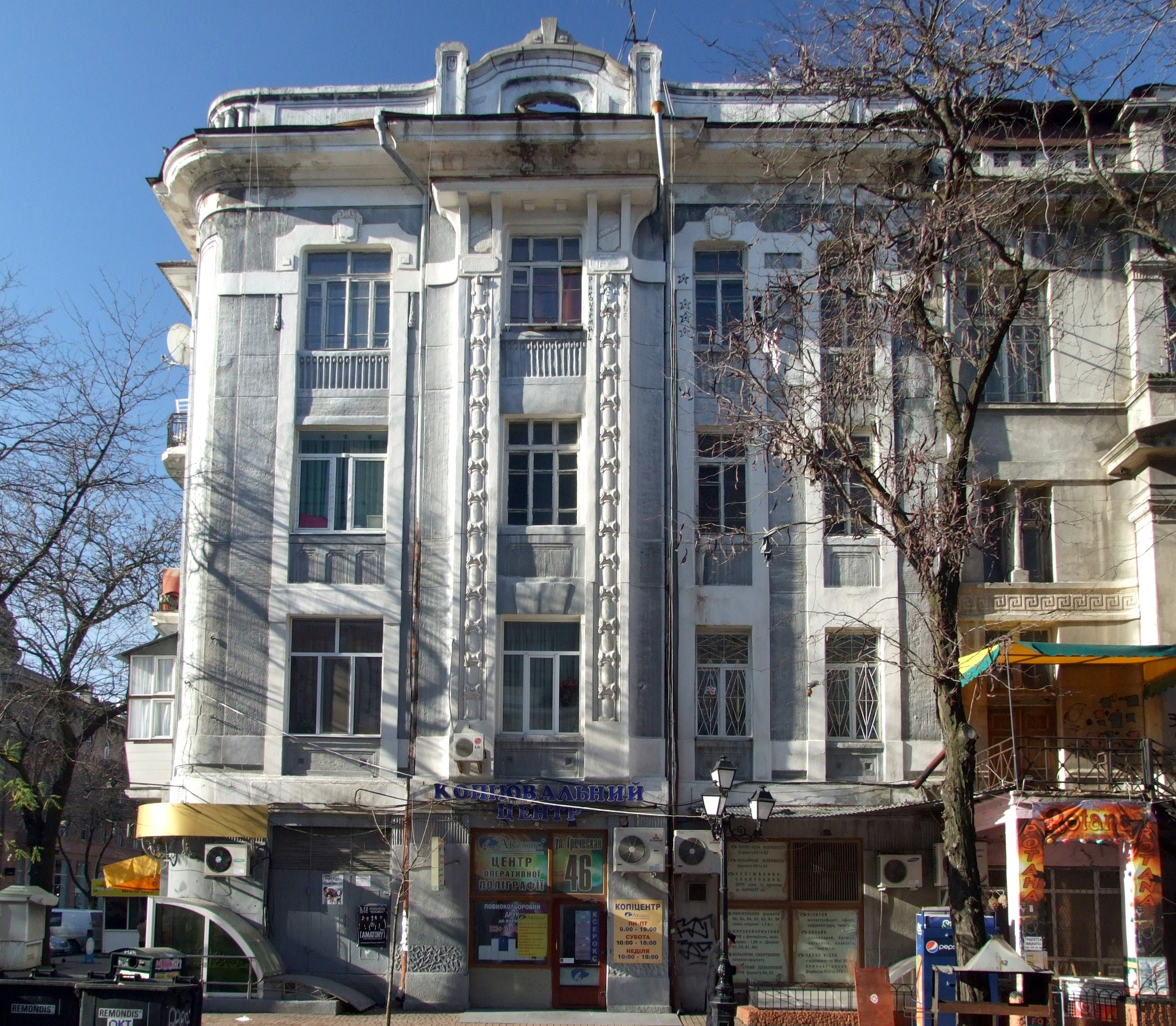
Східний фасад
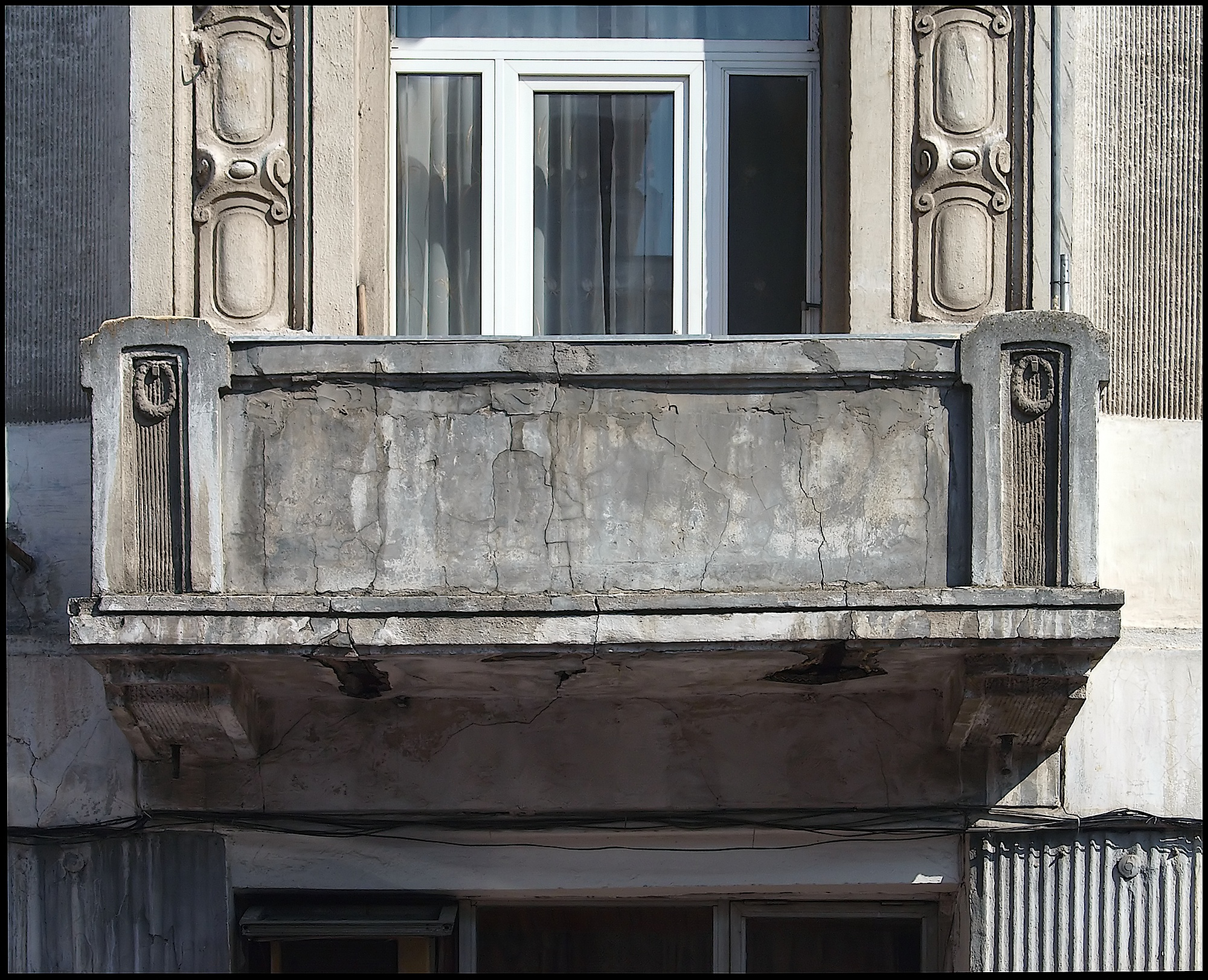
Балкон другого поверху
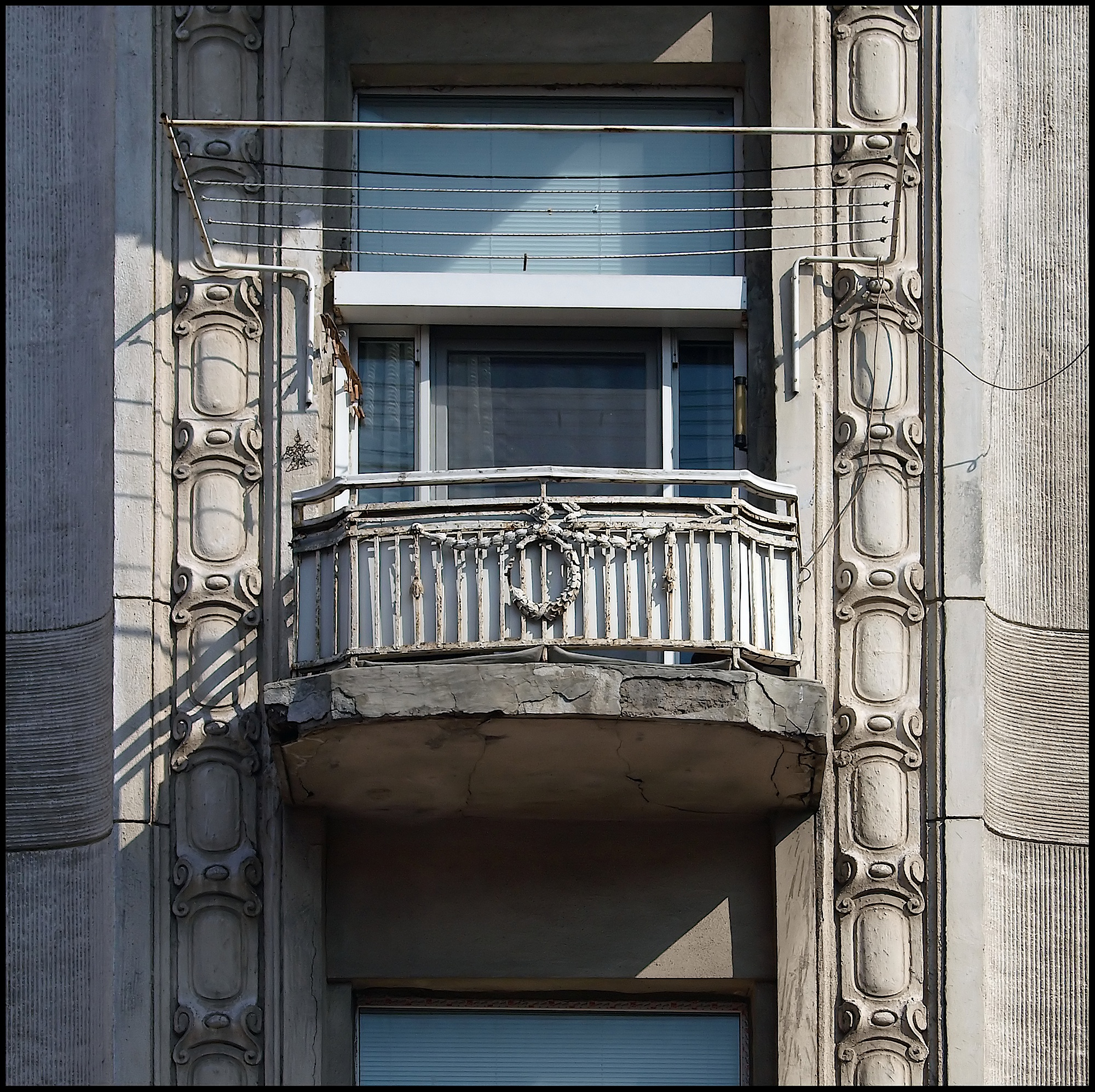
Балкон третього поверху
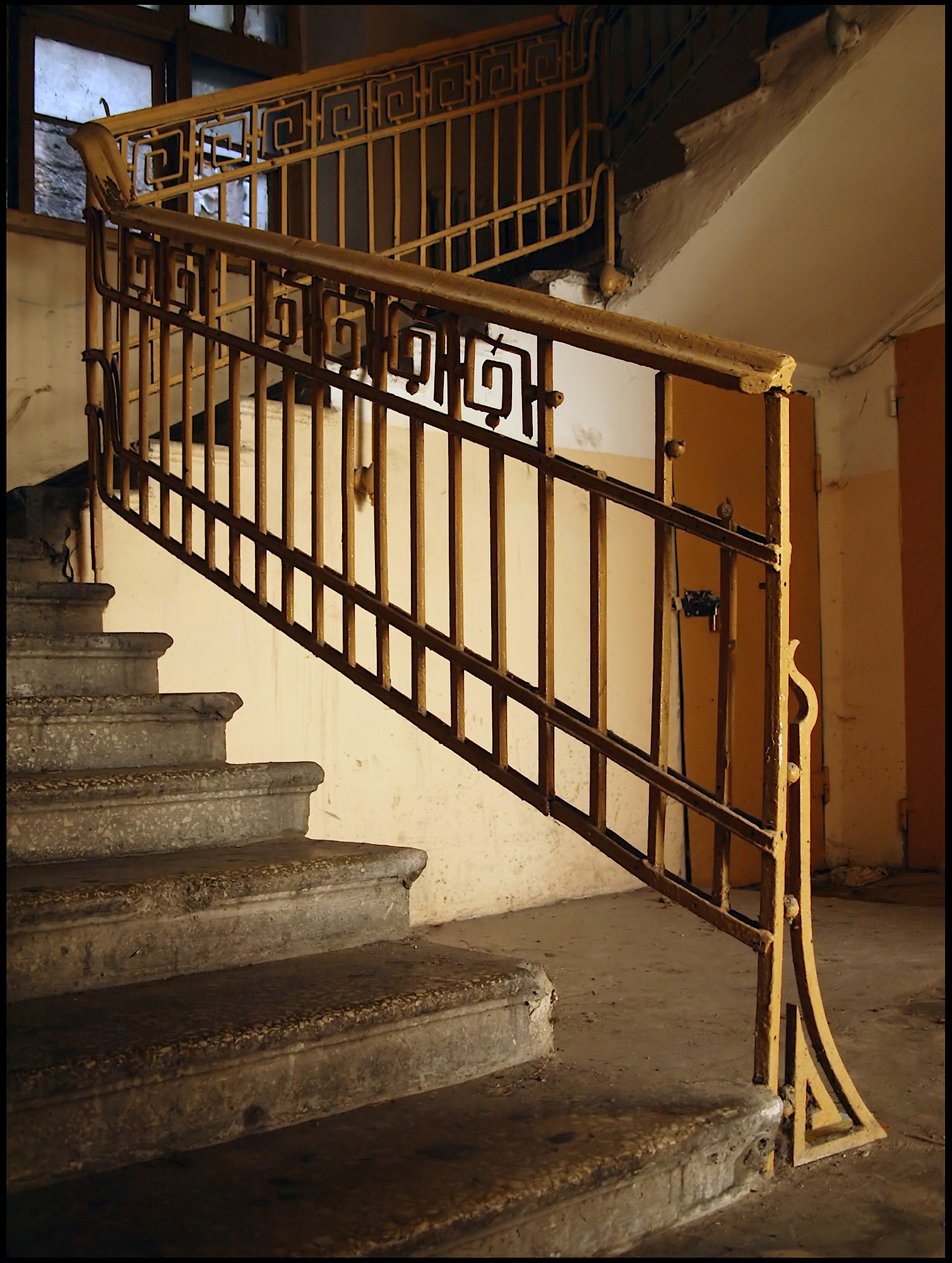
Огорожа парадних сходів